# Битка код Карусеа
Битка код Карусеа или Битка на леду вођена је 16. фебруара 1270. године између Литванаца предвођених великим војводом Литванијем Тројденом (1270-1282) са једне и Ливонијским редом предвођених Отом фон Лаутенбергом. Завршена је литванском победом.

## Битка
Сама битка се догодила на залеђеном Балтичком мору између острва Муху и копна, у близини села Карусе. Пораз код Карусеа је пети велики пораз Ливонијског (Тевтонског реда) у 13. веку. Скоро све што је познато о бици код Карусеа долази од Ливонијске римоване хронике (нем. Livländische Reimchronik).